# Silvia Calvó Armengol
Silvia Calvó Armengol (Andorra la Vieja, 15 de octubre de 1969) es una política, ingeniera ambiental y administradora de empresas andorrana.
Nacida y criada en la capital andorrana.
En 1993 se licenció en Ingeniería de Tecnologías Ambientales por la Escuela Superior de Ingenieros en Medio Ambiente de Chambéry y en 1997 se diplomó en Gestión por la Universidad de Toulouse; ambas instituciones universitarias en Francia.
En el 2008 regresó al país, donde hizo un Máster en Administración de Empresas privadas o públicas por la Universidad de Niza Sophia Antipolis.
Toda su carrera profesional, la está desempeñando en el Área de Medio Ambiente del Gobierno de Andorra. Desde 2002 a 2005 y desde 2007 a 2009, ha asumido la dirección de este departamento.
En el mundo de la política, ella pertenece a la coalición electoral Demócratas por Andorra (DA) que se formó tras las Elecciones Parlamentarias de 2011, en las que fue escogida como diputada en el Consejo General de Andorra (Parlamento Nacional).
Como parlamentaria, cabe destacar que ha ejercido la presidencia de la Comisión Legislativa de Economía y la vicepresidencia de la Comisión de Sanidad y Medio Ambiente.
También ha sido miembro suplente de la Delegación Andorrana en la Asamblea de la Organización para la Seguridad y la Cooperación en Europa (OSCE) y miembro titular de la Sección Andorrana en la Asamblea de la Organización Internacional de la Francofonía.
Actualmente desde 2015, al haber sido nombrada por el Jefe del Gobierno Antoni Martí, es la nueva Ministra de Medio Ambiente, Agricultura y Sostenibilidad del Principado de Andorra.